# Emil Hundrieser

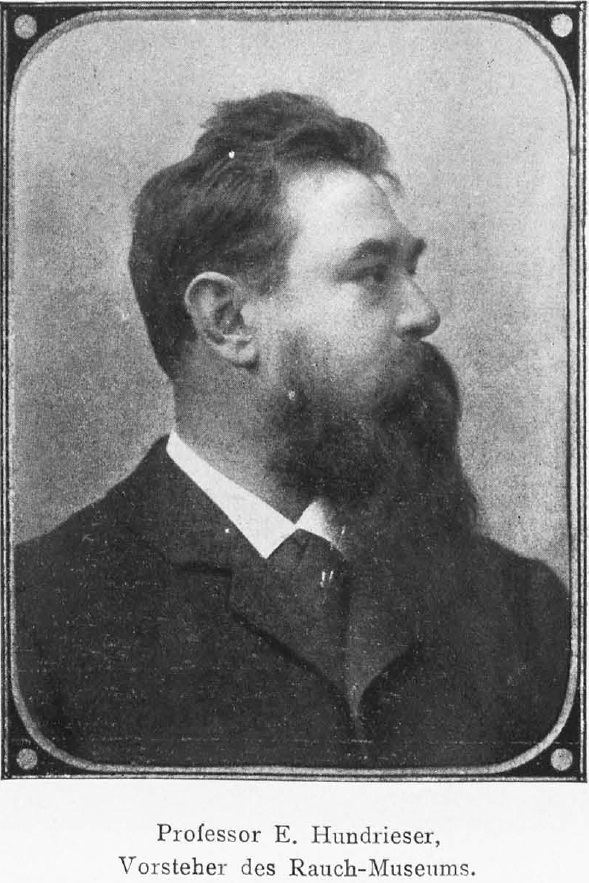
Emil Hundrieser, 1907

Emil Richard Franz Hundrieser (* 13. März 1846 in Königsberg (Preußen); † 30. Januar 1911 in Charlottenburg) war ein deutscher Bildhauer der wilhelminischen Zeit.

## Leben

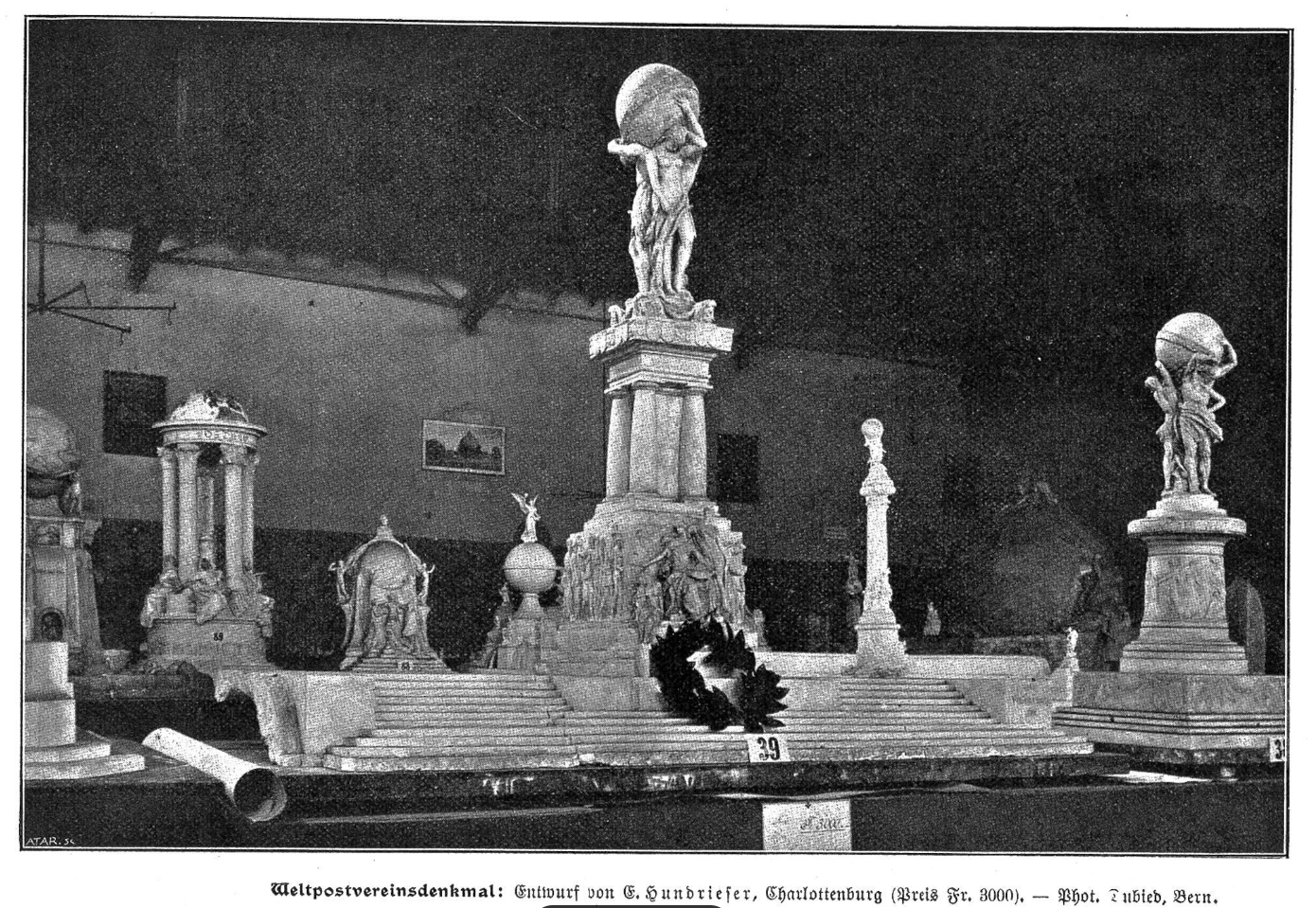
1903, Wettbewerbsentwurf zum Weltpostdenkmal in Bern

Hundrieser gehörte in Ostpreußen zu den Nachfahren der Salzburger Exulanten und studierte von 1865 bis 1868 an der Berliner Kunstakademie. Dort war er Meisterschüler des ebenfalls aus Königsberg stammenden Bildhauers Rudolf Siemering, in dessen Atelier er nach dem Studium noch weitere acht Jahre arbeitete. Bei seinen eigenen Arbeiten ließ er sich schon bald stark von Reinhold Begas und dessen naturalistischem Stil des Neobarock und Neorokoko beeinflussen. Bevor er ab 1873 als freischaffender Bildhauer in Berlin tätig war, unternahm er zahlreiche Studienreisen unter anderem nach Frankreich, Belgien und Österreich. Er wurde 1892 in die Preußische Akademie der Künste aufgenommen und übernahm 1895 dort eine Professur. 1905 wurde er zum Direktor des Rauch-Museums berufen. Er schuf vorwiegend Statuen und Figuren für öffentliche Plätze und Gebäude. Nach seinem Tod wurde er in der Abt. 15-132 auf dem Parkfriedhof Lichterfelde beigesetzt. Für sein Weltpostdenkmal-Entwurf erhielt er ein Preisgeld von 3000 Schweizer Franken.
Sein Sohn Hans Hundrieser (1874–1929) war ebenfalls als Bildhauer tätig.

## Werk

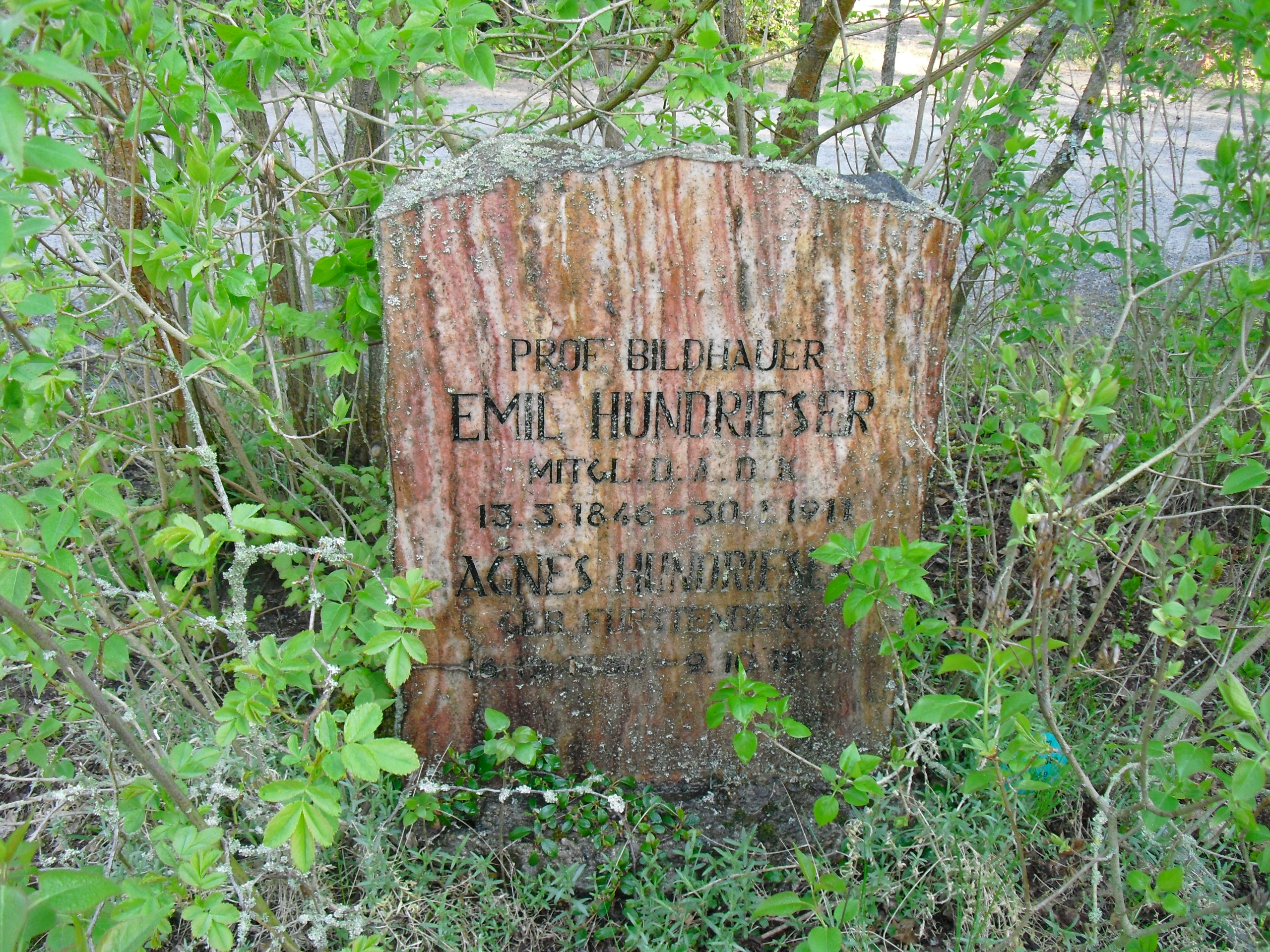
Emil Hundriesers Grab auf dem Parkfriedhof Lichterfelde

- 1877: Reliefs für das Kriegerdenkmal in Magdeburg
- 1880: Relief Rhein und Main an der Hauptfassade der Alten Oper in Frankfurt am Main
- 1884/85 Bronze-Statue König Friedrich-Wilhelms III. für die Berliner Ruhmeshalle. (Seit 1961 auf Burg Hohenzollern)
- 1886: Denkmal für Martin Luther in Magdeburg
- 1887: Kriegerdenkmal für die Gefallenen der Einigungskriege in Fürstenwalde/Spree
- 1888: Allegorien Eisenindustrie und Schiffahrt an der Portalfassade des Hauptbahnhofs in Frankfurt am Main
- 1889: Berolina-Standbild in Gips als Festschmuck für den Potsdamer Platz in Berlin bei einem Staatsbesuch
- 1890: Allegorien am Hasselbach-Brunnen in Magdeburg
- 1893: Reiterstandbild für das Kaiser-Wilhelm-Denkmal am Deutschen Eck in Koblenz, ausgeführt von der Gießerei Georg Ferdinand Howaldt, Inh. Paul Rinckleben (Architektur von Bruno Schmitz)
- 1895: Berolina-Standbild in Kupfer-Treibarbeit für den Alexanderplatz in Berlin (nach dem Gipsstandbild von 1889, enthüllt am 17. Dezember 1895, im Zweiten Weltkrieg eingeschmolzen; Replikat als Guss geplant)
- 1896: Reiterstandbild Kaiser Wilhelms I. für das Kyffhäuserdenkmal
- 1901: Brunnenplastik Prometheus für einen Wandbrunnen an der Hardenbergstraße in Berlin-Charlottenburg
- Büste Jacob Grimm im Museum in Haldensleben
- Marmorstatue der Königin Luise in Bad Pyrmont
- vier allegorische Figuren auf der Zollbrücke in Magdeburg
- symbolische Gestalten der vier Erdteile (Europa, Asien, Afrika, Amerika) auf den Ecken der Attika und Sandstein-Löwen an der Freitreppe der Neuen Börse in Königsberg (Allegorien zerstört, Löwen erhalten)